# Johan Leopold van Saksen-Coburg en Gotha

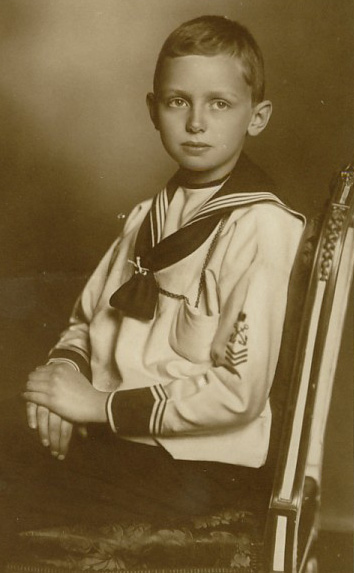
Johan Leopold van Saksen-Coburg en Gotha

Johan Leopold Willem Albert Ferdinand Victor van Saksen-Coburg en Gotha (Gotha, 2 augustus 1906 – Grein, 4 mei 1972) was een Duitse prins uit het Huis Saksen-Coburg en Gotha. Hij was de oudste zoon van Karel Eduard, de laatste regerend hertog van Saksen-Coburg en Gotha en diens vrouw Victoria Adelheid van Sleeswijk-Holstein-Sonderburg-Glücksburg. Hij was een oom van de Zweedse koning Karel XVI Gustaaf.
Hij was als achterkleinzoon van koningin Victoria een prins van Groot-Brittannië en Ierland, maar verloor zijn Britse titels aan het einde van de Eerste Wereldoorlog.
Hij trouwde op 9 maart 1932 morganatisch met Feodora Freiherrin von der Horst (1905-1991) en verloor daardoor zijn - sinds 1919 hoe dan ook theoretische - rechten op de hertogelijke troon. Het paar kreeg drie kinderen:
- Caroline Mathilde (* 1933)
- Ernst Leopold (1935-1996)
- Peter Albert (* 1939)

In 1962 scheidde het paar. Johan Leopold hertrouwde nog met Maria Theresia Reindl (1908-1996). Uit dit huwelijk kwamen geen kinderen voort.